# 爬苇
爬苇（学名：Phragmites japonicus var. prostratus）为禾本科芦苇属下的一个变种。

## 扩展阅读
- 維基物種上的相關：爬苇